# بيل ريتر

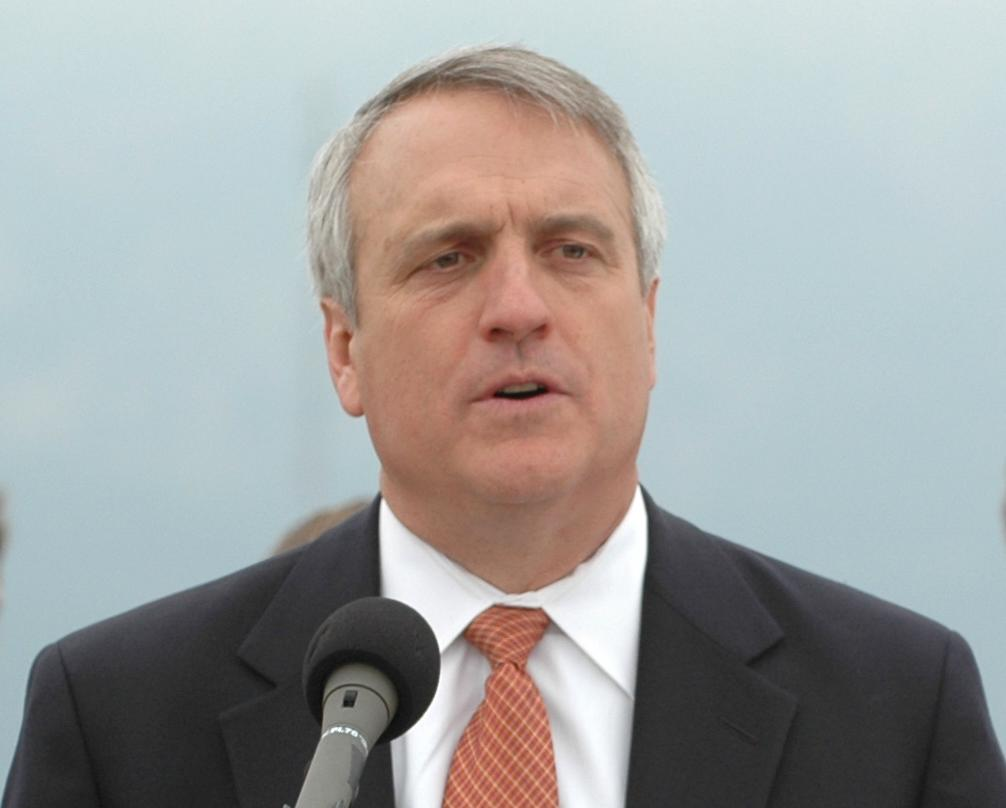
بيل ريتر

بيل ريتر (بالإنجليزية: Bill Ritter)‏ هو سياسي أمريكي ينتمي إلى الحزب الديمقراطي وحاكم ولاية كولورادو الأمريكية منذ 9 كانون الثاني - يناير من عام 2007 ولد بيل ريتر في 6 أيلول - سبتمبر من سنة 1956 في مدينة دنفر في ولاية كولورادو الأمريكية.

## روابط خارجية
- بيل ريتر على موقع IMDb (الإنجليزية)
- بيل ريتر على موقع إن إن دي بي (الإنجليزية)
- بيل ريتر على موقع قاعدة بيانات الفيلم (الإنجليزية)